# (36185) 1999 TG25
1999 TG25 (asteroide 36185) é um asteroide da cintura principal. Possui uma excentricidade de 0.19886670 e uma inclinação de 7.44220º.
Este asteroide foi descoberto no dia 3 de outubro de 1999 por LINEAR em Socorro.